# Grandoculus chemahawinensis
Famille
Genre
Espèce
Grandoculus chemahawinensis, unique représentant du genre Grandoculus et de la famille des Grandoculidae, est une espèce fossile d'araignées aranéomorphes.

## Distribution
Cette espèce a été découverte dans de l'ambre du Manitoba au Canada. Elle date du Crétacé.

## Étymologie
Son nom d'espèce, composé de chemahawin et du suffixe latin -ensis, « qui vit dans, qui habite », lui a été donné en référence au lieu de sa découverte, Chemahawin.

## Publications originales
- Penney, 2004 : Cretaceous Canadian amber spider and the palpimanoidean nature of lagonomegopids. Acta Palaeontologica Polonica, vol. 49, p. 579–584 (texte intégral).
- Penney, 2011 : Grandoculidae: a new fossil spider family from the Upper Cretaceous of Canada. Bulletin of the British arachnological Society, vol. 15, p. 179–180.